# 桜井和男
櫻井和男（さくらいかずお1952年- ）は日本のスポーツ指導者。島根県出身。かつて、陸上競技の砲丸投の選手であった。

## 略歴
1980年　美濃加茂高等学校野球部顧問になる。直後に同部は夏の岐阜大会で優勝。第62回全国高等学校野球選手権大会に出場した。
1990年、夏の岐阜大会で2度目の優勝。第72回全国高等学校野球選手権大会に出場した。
1995年、ゴルフ部監督に就任した。ゴルフ部では服部真夕、宅島美香など、5名のプロゴルファーを育てた。2009年のトキめき新潟国体では、岐阜県選抜女子団体チームを率いて優勝を果たした。
2012年、地元岐阜で行われた国民体育大会の女子団体でも優勝した。2013年3月、美濃加茂高校を定年退職した。
2013年、中部学院大学ゴルフ部監督に就任した。